# Lottchen am Hofe
Lottchen am Hofe (Lottchen vid hovet) är ett singspiel i tre akter med musik av Johann Adam Hiller.
Librettot skrevs av Christian Felix Weiße efter texten till opéra comique La Caprice amoureux, ou Ninette à la cour av Charles Simon Favart.

## Uppförandehistorik
Operan hade premiär i en två-aktsversion på Rannstädtertor Theater i Leipzig den 24 april 1767. 

## Personer
| Roller                        | Stämma  | Premiärbesättning den 24 april 1767 Dirigent: Johann Adam Hiller |
| ----------------------------- | ------- | ---------------------------------------------------------------- |
| Lottchen                      | sopran  |                                                                  |
| Jürgen, hennes fästman        | baryton |                                                                  |
| Greve Astolph                 | bas     |                                                                  |
| Grevinnan Emilie, hans fästmö | sopran  |                                                                  |
| Dorine                        | sopran  |                                                                  |
| Fabriz                        | tenor   |                                                                  |

## Handling
Byflickan Lottchen flirtar med greve Astolph för att lära sin fästman Jürgen en läxa. Hon förenar sig sedan med grevinnan Emilie för att läxa upp båda männen.